# 파랑새
파랑새(영어: Oriental dollarbird, 학명: Eurystomus orientalis 에우뤼스토무스 오리엔탈리스[*])는 파랑새과에 속하는 새로서, 한국에서는 여름 철새인 새이다. 몸길이 28cm이고 몸색깔은 선명한 청록색이며 머리·꽁지·날개는 검은색이고 부리와 다리는 선명한 붉은색이다. 나뭇가지나 전봇대 꼭대기에서 굴러가는 듯한 날개짓이 독특하다.
주로 큰 나무가 있는 활엽수나 혼효림, 도시공원과 농경지 부근에서 생활한다. 나무 위에서 생활하며 날아다니는 곤충을 잡아먹으며 침엽수나 낙엽 활엽수, 노목의 줄기에 있는 썩은 구멍이나 딱따구리의 낡은 둥지를 이용해서 번식한다. 5-7월에 3-5개의 알을 낳는데, 알은 둥근 모양으로 순백색이며 얼룩무늬가 없다.
세종특별자치시의 시조이기도 하다.

## 특징
수컷의 머리 꼭대기와 머리 옆은 검은 갈색이고, 윗등은 푸른색을 띤 갈색인데, 어깨•아랫등•허리•위꼬리덮깃으로 내려가면서 점차 불명확한 푸른 녹색이 된다.
아랫등 이하의 깃털은 기부가 갈색을 띠고 있기 때문에 고르게 푸른 녹색은 아니다. 턱 밑과 멱은 머리 꼭대기보다 다소 엷고 검은 갈색이다. 멱 중앙의 깃털은 자색을 띠며 또한 아름다운 푸른 자색의 축반이 있다. 가슴과 옆구리는 등과 같은 색이다.
배•아래꼬리덮깃•아랫날개덮깃•겨드랑이깃은 선명한 녹색인데, 7월에 시작하는 털갈이에 의하여 얻어 진다. 암컷은 일반적으로 수컷보다 색이 엷다.

산란기는 5월 하순에서 7월 상순이며, 한 배의 산란수는 3~5개이다. 새끼는 알을 품은지 22~23일이 되면 부화한다. 암수가 함께 키운다. 곤충류가 주식인데 주로 딱정벌레목•매미목•나비목을 먹는다.

대한민국, 일본, 중국의 우수리•만주동부, 히말라야산록 등지에 분포한다. 겨울에는 중국남부, 말레이반도, 인도네시아 자바•발리, 미얀마, 인도 등지에서 월동한다.

## 아종

### 아종
10개의 아종이 식별된다:
- E. o. cyanocollis - Vieillot, 1819
- E. o. orientalis - (Linnaeus, 1766)
- E. o. laetior - Sharpe, 1890
- E. o. gigas - Stresemann, 1913
- E. o. irisi - Deraniyagala, 1951
- E. o. oberholseri - Junge, 1936
- Australian roller (E. o. pacificus) - (Latham, 1801)
- E. o. waigiouensis - Elliot, DG, 1871
- E. o. crassirostris - Sclater, PL, 1869
- E. o. solomonensis - Sharpe, 1890: 처음에는 별도 종으로 기재되었다.

## 같이 보기
- 파랑새과
- 딱다구리
- 멸종위기
- 새